# Poa abbreviata ssp. pattersonii
Poa abbreviata ssp. pattersonii là một phân loài cỏ trong họ hòa thảo, thuộc chi poa.